# Arma non convenzionale
Arma non convenzionale (I Come in Peace, distribuito anche con il titolo Dark Angel) è un film del 1990 diretto da Craig R. Baxley.

## Trama
Un alieno dall'aspetto umanoide appena arrivato sul pianeta Terra ruba ad alcuni spacciatori di droghe un carico di eroina (dapprima dicendo di essere «venuto in pace», poi facendo uso d'armi futuribili, tra cui una letale lama a disco e una sorprendente pistola molto potente); quindi la somministra con la forza tramite una sonda a umani presi a caso e a cui quasi subito successivamente estrarrà le endorfine prodotte direttamente dal cervello, uccidendoli con rapidità.
Nei piani dell'alieno, dalle endorfine verrebbero ricavate migliaia di dosi di sostanze stupefacenti purissime, che l'alieno intende vendere ai propri simili.
Questo assassino e trafficante di morte dello spazio è inseguito da un altro alieno anti-narcotici, il quale, in seguito a uno scontro, affiderà il compito di fermare il criminale a Smith, un agente dell'FBI, e a Jack Cain, un poliziotto assistito dalla giovane Diane Pallone; questi dovranno impegnarsi per fermare il malvagio extraterrestre prima che se ne vada o faccia arrivare su questo mondo altri suoi pericolosi compagni, che sterminerebbero gli umani. Alla fine sarà Cain ad avere la meglio sull'alieno.

## Accoglienza

### Critica
Sull'aggregatore di recensioni Rotten Tomatoes, la pellicola riceve il 31% delle recensioni positive, con un voto medio di 4/10, basato su 26 critiche.

## Curiosità
- Il film viene inoltre citato brevemente nella pellicola Maledetto il giorno che t'ho incontrato, in cui Carlo Verdone e Margherita Buy guardano Arma non convenzionale in un cinema.